# Juliano Star
Juliano Star, född 3 mars 1997 i Frankrike, är en fransk varmblodig travhäst. Han tränades och kördes av sin uppfödare Jean Pierre Dubois.
Juliano Star tävlade åren 1999–2001 och sprang in 4,7 miljoner kronor på 24 starter varav 7 segrar, 5 andraplatser och 4 tredjeplatser. Bland hans främsta meriter räknas segrarna i Prix Emmanuel Margouty (1999), Critérium des Jeunes (2000), Prix Paul-Viel (2000), Prix Kalmia (2000), Prix Albert-Viel (2000), Prix Piérre Plazen (2000) och en andraplats i Grand Prix l'UET (2001).
Efter tävlingskarriären var han verksam som avelshingst vid svenska Stuteri Broline i Svenljunga. Han har lämnat efter sig stjärnhästar som D.J.Seabrook (2002), Commander Crowe (2003), Bobtail (2004), Jetset (2009), Nakoda Goj (2009) och Fossens Bonus (2010). Under 2015 såldes han till Finland.